# Музей изящных искусств (Гент)
Музей изящных искусств (нидерл. Museum voor Schone Kunsten, сокращённо MSK) — художественный музей в восточной части гентского парка Цитадели.
Гентский художественный музей основан в 1798 году и относится к числу первых музеев на территории современной Бельгии. Славится разнообразием живописной коллекции, охватывающей период от Средневековья до начала XX века. В музее работают конференц-зал, библиотека, детская мастерская и кафе. Неподалёку построен Музей современного искусства.
Наиболее известные экспонаты музея:
- «Св. Иероним за молитвой» Иеронима Босха;
- «Несение креста» Иеронима Босха;
- «Портрет Джованни Паоло Корнаро» Тинторетто (1561);
- «Портрет клептомана» Теодора Жерико (1820).

В 2018 году музей привлёк внимание российских журналистов и фигурировал в новостях в связи с выставкой спорной коллекции Игоря Топоровского.

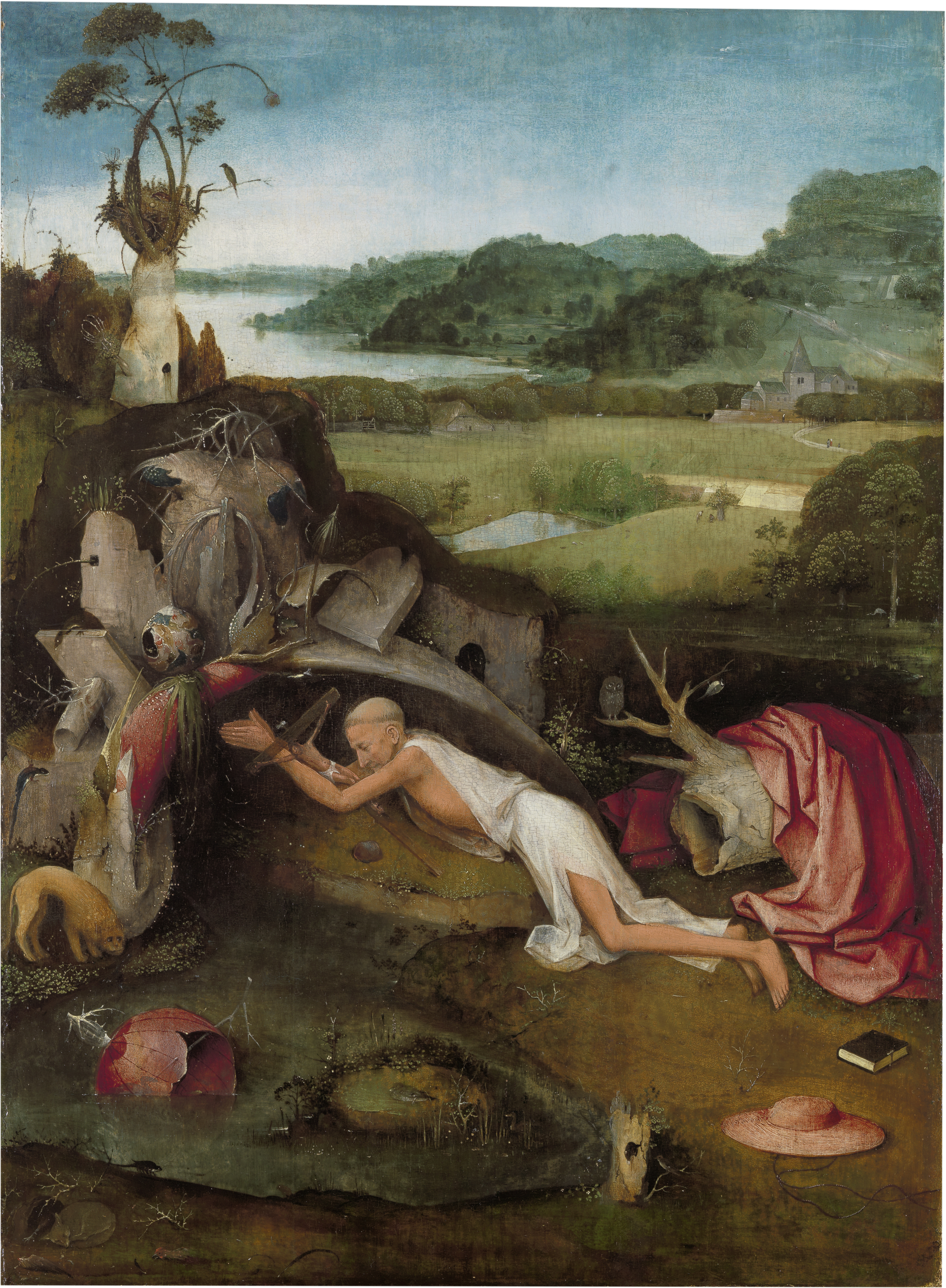
Иероним Босх. Св. Иероним за молитвой. ок. 1505.
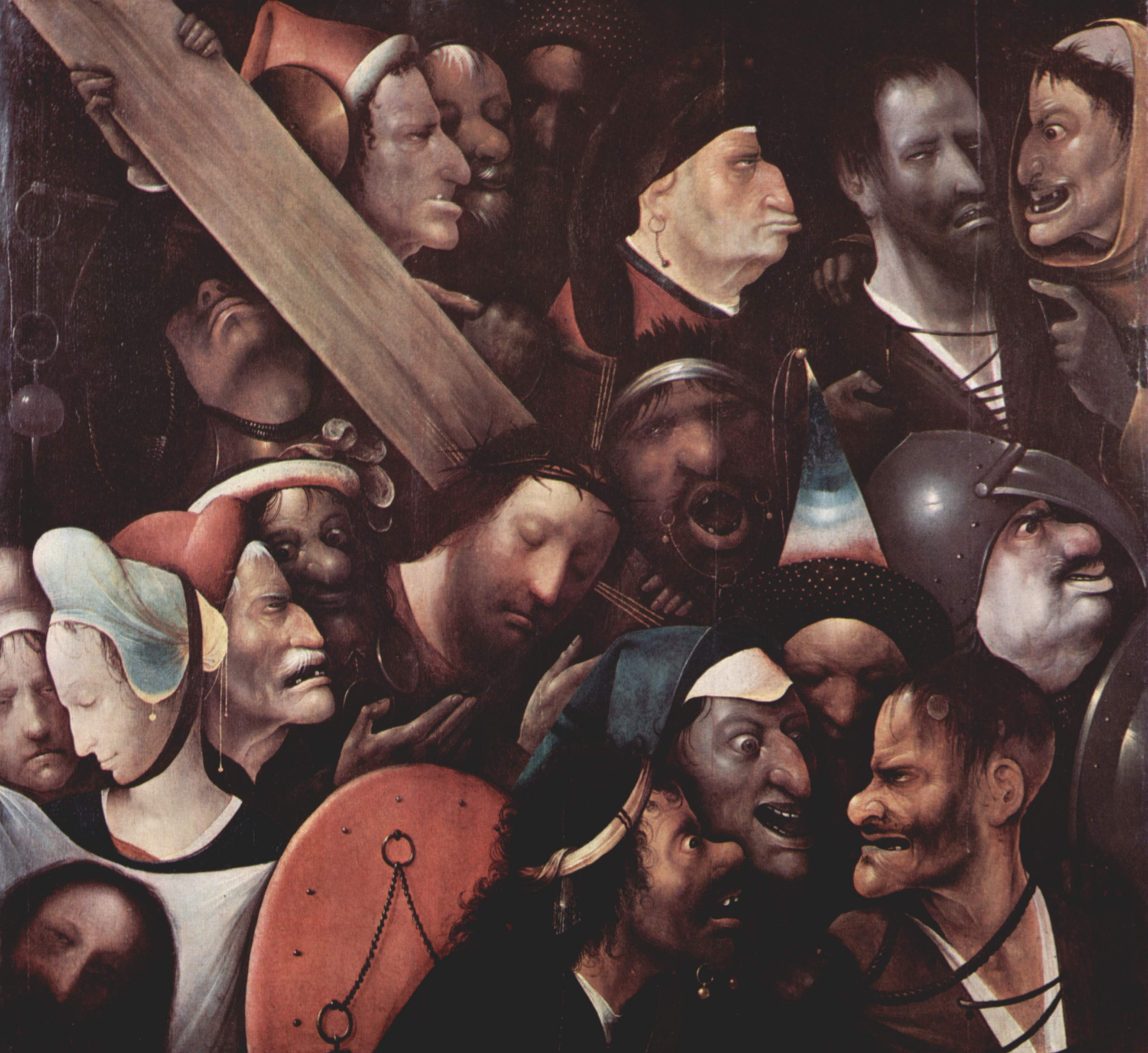
Иероним Босх. Несение креста. 1490-1500.
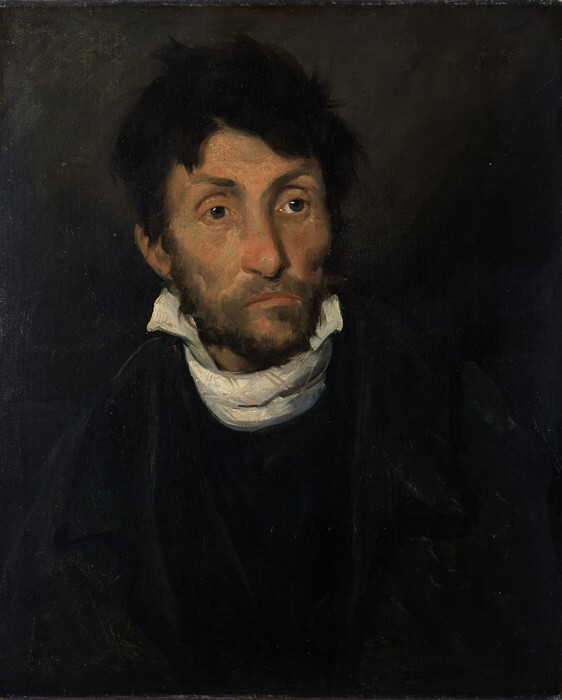
Теодор Жерико. Портрет клептомана